# Karl Sartorius (Zeitungsverleger)
Karl Sartorius (* 11. September 1890 in Pratteln; † 10. Februar 1965 in Basel) war ein Schweizer Zeitungsverleger und Jurist. Von 1923 bis 1958 war er Herausgeber der Basler Nachrichten.

## Leben
Sartorius war Sohn des Pfarrers Karl Sartorius und der Amélie, geborene Staehelin. Er besuchte das Gymnasium auf Burg (heute Gymnasium am Münsterplatz), studierte danach Rechtswissenschaften in Basel, Heidelberg und Leipzig und wurde 1914 an der Universität Basel mit einer Dissertation über das Urheberrecht bei Zeitungen und Zeitschriften zum Dr. iur. promoviert.
Von 1915 bis 1918 war er Sekretär des Erziehungsdepartements des Kantons Basel-Stadt.
Ab 1918 war er Redaktionssekretär der Basler Nachrichten unter seinem Schwiegervater, dem Chefredaktor Pfarrer Otto Zellweger, von 1923 bis 1958 Direktor und Herausgeber, von 1935 bis 1958 zudem Verwaltungsratsdelegierter. Nach seinem Rücktritt von diesem Amt Ende 1958 blieb er bis zu seinem Tod Mitglied des Verwaltungsrats.
Von 1927 bis zu seinem Tod 1965 war er als Nachfolger von Otto Zellweger Verwaltungsrat der Schweizerischen Depeschenagentur (ab 1944 Mitglied des Ausschusses und Vizepräsident). Ab 1929 war er Mitglied des Zentralvorstandes, von 1938 bis 1955 Präsident und von 1955 bis 1956 noch Mitglied des Zentralvorstandes und des Leitenden Ausschusses des Schweizerischen Zeitungsverlegerverbandes (heute Verband Schweizer Medien). Bei seinem Rücktritt als Präsident wurde er zum Ehrenmitglied ernannt. Von 1948 bis 1965 war er Vizepräsident der Fédération Internationale des Editeurs de Journaux (heute WAN-IFRA). Sartorius setzte sich vor allem für die Pressefreiheit ein.
Von 1938 bis 1955 war Sartorius auch Präsident der Gemischten Pressepolitischen Kommission, eines gemeinsamen Organs der Zeitungsverleger und der Journalisten. Sie übte während des Zweiten Weltkrieges die Aufgabe eines Presserates aus, war von den Behörden anerkannt und zu Rate gezogen, aber völlig unabhängig. Diese Unabhängigkeit versetzte sie in die Lage, als Mittler zwischen dem Bundesrat und zeitweise auch der Armeeleitung und den Zeitungen zu amten.
In der Schweizer Armee war Sartorius Oberleutnant und während des Zweiten Weltkrieges Adjutant des Bataillons 179. Er war Mitglied des Kirchenvorstandes der Münstergemeinde, Präsident des Münstergemeindevereins der Positiven, Präsident des Basler Bach-Chors und Mitglied des Vorstandes der Radiogenossenschaft Basel und deren Programmkommission.
Während der Ferien im Engadin im Jahr 1964 befiel ihn eine schwere Krankheit, der er schliesslich erlag.

## Publikationen
- Bericht über die Telekommunikationen XI. Erstattet am Kongress des Conseil der Fédération Internationale des Editeurs de Journaux in Mailand. Basel 1959.

## Privates
Der tiefgläubige Christ Sartorius war seit 1915 verheiratet mit Marie Anne Zellweger, einer Tochter des Chefredaktors der Basler Nachrichten, Otto Zellweger. Deren Schwester war die Frauenrechtlerin und kirchliche Aktivistin Elisabeth Zellweger. Das Paar hatte fünf Kinder, Marianne, Helene, Dorothee, Christine und Karl Andreas Sartorius.